# Bogdan Tanjević
Bogdan Tanjević (Pljevlja, 13 de fevereiro de 1947) é um treinador basquetebol profissional italiano naturalizado, atualmente dirige o Fenerbahçe Ülker e a Seleção Turca de Basquetebol.